# Gruny
Gruny – miejscowość i gmina we Francji, w regionie Hauts-de-France, w departamencie Somma.
Według danych na rok 1990 gminę zamieszkiwało 271 osób, a gęstość zaludnienia wynosiła 39 osób/km² (wśród 2293 gmin Pikardii Gruny plasuje się na 728. miejscu pod względem liczby ludności, natomiast pod względem powierzchni na miejscu 695.).